# Otto Detlefsen
Otto Detlefsen född 27 november 1886 i Köpenhamn, död 11 februari 1963, var en dansk skådespelare. Han var gift med artisten Baptista Schreiber, som var dotter till Johan Baptist Schreiber och Bertha Lindberg, och senare med operasångaren Anna Egelund Detlefsen. 
Detlefsen scendebuterade 1906 på Casino i Köpenhamn, och filmdebuterade 1908 vid Nordisk Film.

## Filmografi (urval)
- 1953 - Adam og Eva
- 1953 - Vi som går køkkenvejen
- 1947 - Tag vad du vill ha
- 1924 - Kean
- 1911 – Anförtrodda medel